# Chrysomya saffranea
Chrysomya saffranea är en tvåvingeart som först beskrevs av Jacques-Marie-Frangile Bigot 1877.  Chrysomya saffranea ingår i släktet Chrysomya och familjen spyflugor. Inga underarter finns listade i Catalogue of Life.

## Bildgalleri

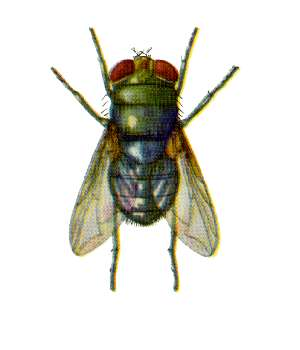